# Tetroxoprim
Tetroxoprim este un antibiotic din clasa pirimidinelor, derivat de trimetoprim. A fost descris pentru prima dată în anul 1979. Este un inhibitor de dihidrofolat reductază.